# リック・ストーリー
リック・"ザ・ホラー"・ストーリー（Rick "The Horror" Story、1984年8月28日 - ）は、アメリカ合衆国の男性総合格闘家。ワシントン州タコマ出身。MMAラボ所属。

## 来歴
ワシントン州のタコマに生まれる。3歳のころ両親が離婚し、7歳までは母親と姉と共に暮らしていたが、祖父の死をきっかけにスパナウェイで祖母と暮らすようになった。5年生の時にアメリカンフットボールと野球を始め、中学ではさらにレスリングも始めた。高校入学後は陸上の棒高跳びで校内記録を作る活躍を見せる。高校卒業後はパシフィックルーテラン大学に進学、フットボールとレスリングを続けた。その後レスリングチームの廃部に伴い南オレゴン大学に移る。当時のストーリーは学費のために国家警備隊に所属していた。4年時にはレスリングで32勝7敗の成績を収め、国内2位となった。リックは同時期に通っていた国家警備隊幹部候補生学校を修了し、2006年11月に士官としての資格を得た。また南オレゴン大学を卒業した（主専攻は健康教育学、副専攻は軍事学）。プロになって以後も士官職に就いている。

### 総合格闘技
リックが最初に総合格闘技に興味を持ったのは少年時代のときであり、「（12歳のときに）初めてUFCビデオを見て、それに魅せられた」と語っている。大学2年生の2004年に練習を始め、パット・ホワイトがトレーナーを務めるブレイブハート・ファイト・クラブ（現ブレイブ・リージョン）に通い、マイク・ピアースらとトレーニングを積んだ。プロ転向以前はアマチュア5戦5勝の戦績を収めた。2007年秋にプロに転向すると、1年間で7勝2敗の成績を残した。

### UFC
2009年にUFCと契約。最初はUFC 94に出場予定であったカロ・パリジャンが欠場した際の代役であった（最終的にパリジャンは出場）。初戦となったUFC 99（6月13日）でのジョン・ハザウェイ戦は判定負けを喫するものの、2戦目となった9月19日のUFC 103でのブライアン・フォスター戦では2ラウンドに肩固めで一本勝ちを収め、UFC初勝利を飾った。リックは同大会のファイト・オブ・ザ・ザ・ナイトとサブミッション・オブ・ザ・ナイトを受賞したほか、この試合は2009年のUFCベストバウトの第7位にランクインした。
2010年は1月11日にUFC Fight Night: Maynard vs. Diazでジェシー・レノックスに、4月10日にはUFC 112でニック・オシピチェックにそれぞれ判定勝ちを収めた。その後8月7日のUFC 117ではダスティン・ヘイズレットにTKO勝ちを収め、UFCでの連勝を4に伸ばした。12月4日、TUF 12 Finaleでジョニー・ヘンドリックスに判定勝ちを収め、2010年はUFC戦績を4戦4勝とした。
2011年、5月28日のUFC 130においてチャンピオンシップ経験者のチアゴ・アウベスと対戦、3-0の判定で勝利を収めた。その1か月後のUFC Live: Kongo vs. Barryでは欠場したアンソニー・ジョンソンに替わってネイサン・マーコートとの対戦が決定していたが、マーコートの欠場が直前に決定し、緊急の代役チャーリー・ブレネマンとの対戦となった。試合は1、2ラウンドにブレネマンにトップキープを許し、3ラウンドにマウントを奪うなど追い上げを見せるも三者28-29のスコアで判定負けとなった。
2014年10月4日、UFC Fight Night: Nelson vs. Storyでウェルター級ランキング12位のグンナー・ネルソンと対戦し、5R2-1で判定勝利。
2015年9月、首に人工椎間板を入れる手術を受けた。
2016年5月29日、UFC Fight Night: Almeida vs. Garbrandtでウェルター級ランキング10位のタレック・サフィジーヌと対戦し、3-0で判定勝利。
2016年8月20日、UFC 202でウェルター級ランキング14位のドナルド・セラーニと対戦し、TKO負け。

### 引退
PFLで2勝1敗の戦績を残し、2018年11月8日に総合格闘技からの引退を発表した。

## 戦績
| 総合格闘技 戦績 | 総合格闘技 戦績 | 総合格闘技 戦績 | 総合格闘技 戦績 | 総合格闘技 戦績 | 総合格闘技 戦績 | 総合格闘技 戦績 |
| --------------- | --------------- | --------------- | --------------- | --------------- | --------------- | --------------- |
| 31 試合         | (T)KO           | 一本            | 判定            | その他          | 引き分け        | 無効試合        |
| 21 勝           | 4               | 5               | 12              | 0               | 0               | 0               |
| 10 敗           | 2               | 1               | 7               | 0               | 0               | 0               |

| 勝敗 | 対戦相手                 | 試合結果                         | 大会名                                                                               | 開催年月日     |
| ×    | ハンデソン・フェレイラ   | 2R 1:15 TKO（腕の負傷）          | PFL 10 【2018年PFLウェルター級トーナメント準々決勝】                                 | 2018年7月5日   |
| ○    | カールトン・マイナス     | 2R 2:55 リアネイキドチョーク     | PFL 6                                                                                | 2018年7月5日   |
| ○    | ユーリ・ビルフォート     | 5分3R終了 判定3-0                | PFL 3                                                                                | 2018年7月5日   |
| ×    | ドナルド・セラーニ       | 2R 2:02 TKO（膝蹴り→パウンド）   | UFC 202: Diaz vs. McGregor 2                                                         | 2016年8月20日  |
| ○    | タレック・サフィジーヌ   | 5分3R終了 判定3-0                | UFC Fight Night: Almeida vs. Garbrandt                                               | 2016年5月29日  |
| ○    | グンナー・ネルソン       | 5分5R終了 判定2-1                | UFC Fight Night: Nelson vs. Story                                                    | 2014年10月4日  |
| ○    | レオナルド・マフラ       | 2R 2:12 肩固め                   | UFC Fight Night: Cowboy vs. Miller                                                   | 2014年7月16日  |
| ×    | ケルヴィン・ガステラム   | 5分3R終了 判定1-2                | UFC 171: Hendricks vs. Lawler                                                        | 2014年3月15日  |
| ○    | ブライアン・エバーソール | 5分3R終了 判定3-0                | UFC 167: St-Pierre vs. Hendricks                                                     | 2013年11月16日 |
| ×    | マイク・パイル           | 5分3R終了 判定1-2                | UFC 160: Velasquez vs. Bigfoot 2                                                     | 2013年5月25日  |
| ○    | クイン・マルハーン       | 1R 3:05 TKO（左フック→パウンド） | UFC 158: St-Pierre vs. Diaz                                                          | 2013年3月16日  |
| ×    | デミアン・マイア         | 1R 2:30 ネッククランク           | UFC 153: Silva vs. Bonnar                                                            | 2012年10月13日 |
| ○    | ブロック・ジャーディン   | 5分3R終了 判定3-0                | UFC on FX 4: Maynard vs. Guida                                                       | 2012年6月22日  |
| ×    | マルティン・カンプマン   | 5分3R終了 判定0-3                | UFC 139: Shogun vs. Henderson                                                        | 2011年11月19日 |
| ×    | チャーリー・ブレネマン   | 5分3R終了 判定0-3                | UFC Live: Kongo vs. Barry                                                            | 2011年6月26日  |
| ○    | チアゴ・アウベス         | 5分3R終了 判定3-0                | UFC 130: Rampage vs. Hamill                                                          | 2011年5月28日  |
| ○    | ジョニー・ヘンドリックス | 5分3R終了 判定3-0                | The Ultimate Fighter: Team GSP vs. Team Koscheck Finale                              | 2010年12月4日  |
| ○    | ダスティン・ヘイズレット | 2R 1:15 TKO（パウンド）          | UFC 117: Silva vs. Sonnen                                                            | 2010年8月7日   |
| ○    | ニック・オシピチェック   | 5分3R終了 判定2-1                | UFC 112: Invincible                                                                  | 2010年4月10日  |
| ○    | ジェシー・レノックス     | 5分3R終了 判定2-1                | UFC Fight Night: Maynard vs. Diaz                                                    | 2010年1月11日  |
| ○    | ブライアン・フォスター   | 2R 1:09 肩固め                   | UFC 103: Franklin vs. Belfort                                                        | 2009年9月19日  |
| ×    | ジョン・ハザウェイ       | 5分3R終了 判定0-3                | UFC 99: The Comeback                                                                 | 2009年6月13日  |
| ○    | ブランドン・メレンデス   | 1R 2:17 チョークスリーパー       | Elite Warriors Championship: Vancouver Cage Fights 【EWCウェルター級タイトルマッチ】 | 2008年9月6日   |
| ○    | ウェスリー・ウェルチ     | 1R KO（パンチ連打）              | Carnage at the Creek 3                                                               | 2008年8月22日  |
| ○    | ジェイク・エレンバーガー | 5分3R終了 判定3-0                | SportFight 23: Heated Rivals                                                         | 2008年6月20日  |
| ○    | ライアン・ヒーリー       | 5分5R終了 判定3-0                | Elite Warriors Championship: May Massacre 【EWCウェルター級タイトルマッチ】          | 2008年5月10日  |
| ○    | ジェームス・ドッジ       | 1R 3:37 チョークスリーパー       | Elite Warriors Championship 4: Welterweight War                                      | 2008年2月23日  |
| ○    | ジェイク・ポール         | 2R 1:49 TKO（パンチ連打）        | Elite Warriors Championship 3: Capitol Invasion                                      | 2008年1月12日  |
| ×    | ネイサン・コイ           | 5分3R終了 判定0-3                | SportFight 21: Seasons Beatings                                                      | 2007年12月22日 |
| ○    | ジュリオ・パウリーノ     | 5分3R終了 判定3-0                | Alaska Fighting Championship 41: Thankful Throwdowns                                 | 2007年11月15日 |
| ×    | マリオ・ミランダ         | 5分3R終了 判定0-3                | Conquest of the Cage 1                                                               | 2007年11月6日  |

## 獲得タイトル
- EWCウェルター級王座（2008年）

## 表彰
- UFC ファイト・オブ・ザ・ナイト（1回）
- UFC サブミッション・オブ・ザ・ナイト（1回）